# Givonne
Givonne ist eine französische Gemeinde mit 1.055 Einwohnern (Stand 1. Januar 2022) im Département Ardennes in der Region Grand Est (vor 2016 Champagne-Ardenne). Die Gemeinde gehört zum Arrondissement Sedan und zum Kanton Sedan-2. Die Einwohner werden Givonnais genannt.

## Geografie
Givonne liegt als banlieue unmittelbar nordöstlich von Sedan nahe der belgischen Grenze. Umgeben wird Givonne von den Nachbargemeinden La Chapelle im Norden und Nordosten, Daigny im Südosten und Süden, Bazeilles im Süden, Nordosten und Osten, Balan im Süden und Südwesten, Sedan im Südwesten und SWsten sowie Illy im Westen und Nordwesten.

## Bevölkerungsentwicklung
| 1962                       | 1968 | 1975 | 1982 | 1990 | 1999 | 2006 | 2012 | 2019 |
| -------------------------- | ---- | ---- | ---- | ---- | ---- | ---- | ---- | ---- |
| 786                        | 748  | 924  | 1004 | 926  | 992  | 1124 | 1099 | 1052 |
| Quellen: Cassini und INSEE |      |      |      |      |      |      |      |      |

## Sehenswürdigkeiten
- Kirche Saint-Rémi aus dem 19. Jahrhundert

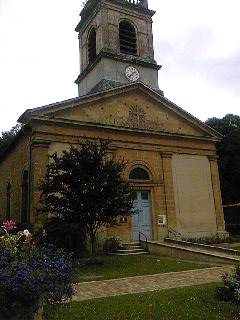
Kirche Saint-Rémi

- alte Kirche
- Schloss Givonne

## Persönlichkeiten
- Henri-Robert de La Marck (1539–1574), Prinz von Sedan